# Laissey
Laissey je francouzská obec v departementu Doubs v regionu Burgundsko-Franche-Comté. Žije zde 442 obyvatel.

## Geografie

### Sousední obce
| Růžice kompasu |       | Roulans   | Ougney-Douvot | Růžice kompasu |
| Růžice kompasu | Deluz | Sever     |               | Růžice kompasu |
| Růžice kompasu | Deluz | Laissey   |               | Růžice kompasu |
| Růžice kompasu | Deluz | Jih       |               | Růžice kompasu |
| Růžice kompasu |       | Champlive |               | Růžice kompasu |